# Gabriella Borgarino
Gabriella Borgarino, née le 2 septembre 1880 à Boves en Italie, morte le 1er janvier 1949 à Luserna San Giovanni à Turin, est une religieuse catholique italienne. Membre de l'ordre des Filles de la charité, elle est réputée pour sa vie religieuse exemplaire, son humilité et son dévouement, et pour ses expérience mystiques. Elle dit avoir été favorisée de conversations avec Jésus, relate les apparitions qu'elle a eues et répand la dévotion au Sacré-Cœur de Jésus. Sa cause en béatification est en cours, elle est déclarée vénérable par le pape François en 2022.

## Biographie
Teresa Borgarino naît à Boves dans la province de Coni en Italie du Nord, le 2 septembre 1880,,. Elle est d'une famille très modeste, de douze enfants, ses parents sont fermiers ; elle reçoit la confirmation à sept ans et la première communion à neuf ans.
Après l'école élémentaire, elle commence à travailler à onze dans une filature, comme ses sœurs, puis plus tard comme femme de ménage. Elle est adolescente lorsqu'elle doit être opérée d'un kyste et rencontre à cette occasion les Filles de la charité. Elle commence alors à fréquenter les religieuses, soigne les malades avec elles, et ressent la vocation mais se considère d'abord trop pauvre et trop ignorante.
À dix-huit ans, elle veut entrer chez les Filles de la charité, malgré des réticences de sa famille, et elle y est admise le 2 février 1899. En mars 1900, elle commence son postulat à l’hôpital de Fossano mais doit retourner temporairement dans sa famille à cause de problèmes de santé. Elle reprend ensuite le postulat et le termine en mars 1902.
Elle prend l'habit de Fille de la charité le 10 mai 1902, sous le nom de sœur Caterina. Comme novice, elle est affectée à Varèse, au bord du lac Majeur, comme cuisinière. Elle s'y fait remarquer par son dévouement et sa gentillesse auprès des pauvres. Elle est affectée ensuite, en janvier 1906, dans une maison de retraite à Lugano en Suisse, où elle est très appréciée des résidents.
À la fin de son noviciat, elle prononce le 2 juillet 1906 ses vœux religieux de chasteté, pauvreté et obéissance, en changeant encore de nom, pour prendre celui de sœur Gabriella. À partir de l'année suivante, sœur Gabriella Borgarino commence à connaître des expériences mystiques, qu'elle note dans son journal intime. Elle déclare parfois « Jésus m'a dit... » ou « Jésus me dit... ». Pendant l'épidémie de « grippe espagnole », elle se dévoue sans compter, et apporte aux malades le réconfort matériel et spirituel,. À partir de juin 1919, elle déclare voir le Cœur de Jésus et différentes visions. Sur les conseils de son confesseur, elle n'en parle à personne d'autre.
En novembre 1919, elle est transférée à Grugliasco, puis en 1931 à Luserna,. C'est là qu'en 1937 et 1938, elle dit avoir eu deux nouvelles manifestations du Sacré-Cœur, avec Jésus l'enseignant et lui demandant de diffuser l'oraison jaculatoire (prière courte) « Divine Providence du Cœur de Jésus, pourvoyez-y », qu'elle diffuse et qui se répand dans le monde entier,.
Sœur Gabriella Borgarino meurt à Luserna à côté de Turin le 1er janvier 1949,.

## Procédure de béatification
La réputation de sainteté de sœur Gabriella est fondée sur le caractère exemplaire de son amour du Seigneur, sur sa prière assidue, son humilité, son esprit de service, sa patience devant les critiques. Sa spiritualité profonde est basée sur le Sacré-Cœur de Jésus et sur la Providence, la « Divine Providence du Cœur de Jésus ».
Les témoignages de grâces obtenues par l'intercession de Gabriella Borgarino sont nombreux. La procédure pour son éventuelle béatification est ouverte au niveau du diocèse de Pignerol ; la procédure diocésaine se termine le 4 janvier 2004.
Le dossier est alors transmis à Rome, auprès de la Congrégation pour les causes des saints. Après étude et avis de la Congrégation, le pape François autorise le 20 janvier 2022 la promulgation du décret sur l'héroïcité de ses vertus, ce qui proclame vénérable sœur Gabriella Borgarino,.